# AS Vénus
Die AS Vénus (teilweise auch AS Vénus Mahina) ist ein tahitischer Fußballverein aus Mahina und spielt in der höchsten Liga des Landes, der Ligue 1. Der Verein spielte 2000 und 2001 in der OFC Champions League, in der er beide Male das Halbfinale erreichte.
AS Vénus wurde neunmal tahitianischer Meister und siebenmal Pokalsieger seines Landes.